# 김해 바라밀선원 대방광원각수다라요의경 약초서
김해 바라밀선원 대방광원각수다라요의경 약초서(金海 波羅蜜禪院 大方廣圓覺修多羅了義經 略鈔序)는 대한민국 경상남도 김해시 구지로 54, 바라밀선원에 있는 불경이다.
2015년 1월 15일 경상남도의 유형문화재 제573호 창원 보은사 대방광원각수다라요의경 약초서로 지정되었다가, 소유자 및 보관장소 변경에 따라 2016년 9월 29일 현재의 명칭으로 변경되었다.

## 지정 사유
｢원각경｣은 ‘한국불교 조계종’의 소의경전(所依經典) 중 하나로 채택되었고, 고려시대 보조국사(普照國師) 지눌(知訥: 1158-1210)이 깊이 신봉(信奉)하여 ‘요의경(了義經)’이라고 강조한 뒤 13세기부터 크게 유통된 불서(佛書)이다.
이 책은 복장본(腹藏本)으로, 대방광원각수다라요의경약초서(大方廣圓覺修多羅了義經略鈔序)와 대방광원각수다라요의경약초서(大方廣圓覺修多羅了義經略䟽序), 대방광원각수다라요의경서(大方廣圓覺修多羅了義經序)등의 서문(序文)만을 모아 간행된 것이다. 1464년에 간경도감본 ｢원각경｣이 인출(印出)된 이후, 그 이듬해인 1465년에 그 완간(完刊)과 관련한 서문(序文)을 작성하여 인출(印出)함으로써, ｢원각경｣이 1464년에 간경도감>에서 간행한 사실을 파악하게 하여 주는 매우 중요한 자료이므로 “경상남도 유형문화재”로 지정한다.

## 참고 자료
- 김해 바라밀선원 대방광원각수다라요의경 약초서 - 국가유산청 국가유산포털